# Peter Luttenberger
Peter Luttenberger (Bad Radkersburg, 13 de dezembro de 1972) é um ex-ciclista de estrada austríaco, e foi profissional de 1995 a 2006, período no qual conseguiu seis vitórias.

## Biografia
Em 1992, Luttenberger participou dos Jogos Olímpicos de Barcelona, três anos antes de virar profissional.
Começou sua carreira como ciclista profissional em 1995 na equipe Carrera, junto com os italianos Claudio Chiappucci e Marco Pantani, com os quais ele aprendeu a ser bom alpinista e defender-se no alto das montanhas.
Em 1996, venceu a Volta à Suíça e realizou uma excelente Tour de France, finalizando em quinto na classificação geral e em segundo na classificação dos jovens, perdendo apenas para o alemão Jan Ullrich. Imediatamente ele foi visto como favorito para o Tour do ano seguinte.
Mas nos anos seguintes seu desempenho não foi como esperado. Em 1997, ele entrou para a equipe holandesa, Rabobank, e foi para Tour como líder de equipe, mas seu desempenho foi muito inferior em comparação com o magnífico ano anterior. Nem sequer terminou entre os dez primeiros, sendo décimo terceiro em geral.
Terminou a temporada de 1999 na equipe espanhola ONCE-Deutsche Bank, mas nem aqui poderia reviver as grandes atuações de 1996.
Depois de duas temporadas inconsequentes na equipe italiana Tacconi Sport, assinou em 2003 pela equipe CSC de Bjarne Riis. No Tour de France 2003, trabalhou no serviço de líderes Tyler Hamilton e Carlos Sastre, e fez parte de várias fugas em que conseguiu tomar minutos importantes, ajudando assim sua equipe a vencer a classificação por equipes do "Tour de Centenário". Luttenberger terminou em décimo terceiro na classificação geral.
Deixou a equipe CSC no final de 2006 e posteriormente retirou-se das competições.